# 36e cérémonie des Oscars
La 36e cérémonie de remise des prix des Oscars eut lieu le lundi 13 avril 1964 à 19h00 au Civic Auditorium de Santa Monica.

## La cérémonie

### Organisation
- Maitre de cérémonie : Jack Lemmon
- Producteur : George Sidney
- Directeur musical : John Green
- Dialoguistes : Richard Breen, Mort Lachman, Stanley Roberts, Melville Shavelson et George Axelrod
- Producteur - Réalisateur de la retransmission télévisée (sur la ABC) : Richard Dunlap

### Faits marquants
Sidney Poitier devint le premier homme noir à remporter l'Oscar du meilleur acteur.
Un cafouillage a eu lieu lors de la remise de l'Oscar de la meilleure adaptation musicale (avec une confusion avec celui de la meilleure musique). N'ayant pas reçu la bonne enveloppe, le remettant du prix, le comédien et musicien Sammy Davis Jr, annonce que John Addison remporte l'Oscar de la meilleure adaptation musicale pour le film Tom Jones alors que le récipiendaire est André Previn pour Irma la Douce (John Addison obtiendra l'Oscar de la meilleure musique de film).

## Palmarès et nominations
Les gagnants sont indiqués ci-dessous en premier de chaque catégorie et en caractères gras.

### Meilleur film
- Tom Jones, entre l'alcôve et la potence (Tom Jones) - Tony Richardson, producteur[1]
  - America, America - Elia Kazan, producteur
  - Cléopâtre (Cleopatra) - Walter Wanger, producteur
  - La Conquête de l'Ouest (How the West Was Won) - Bernard Smith, producteur
  - Le Lys des champs (Lilies of the Field) - Ralph Nelson, producteur

### Meilleur réalisateur
- Tony Richardson[2] pour Tom Jones, entre l'alcôve et la potence
  - Federico Fellini pour Huit et demi (Otto e Mezzo) (Italie)
  - Elia Kazan pour America, America
  - Otto Preminger pour Le Cardinal (The Cardinal)
  - Martin Ritt pour Le Plus Sauvage d'entre tous (Hud)

### Meilleur acteur
- Sidney Poitier dans Le Lys des champs
  - Albert Finney dans Tom Jones, entre l'alcôve et la potence
  - Richard Harris dans Le Prix d'un homme (This Sporting Life) de Lindsay Anderson (G.-B.)
  - Rex Harrison dans Cléopâtre
  - Paul Newman dans Le Plus Sauvage d'entre tous

### Meilleure actrice
- Patricia Neal[3] dans Le Plus Sauvage d'entre tous
  - Leslie Caron dans La Chambre indiscrète (The L-Shaped Room) de Bryan Forbes (G.B.)
  - Shirley MacLaine dans Irma la Douce de Billy Wilder
  - Rachel Roberts dans Le Prix d'un homme
  - Natalie Wood dans Une certaine rencontre (Love with the Proper Stranger) de Robert Mulligan

### Meilleur acteur dans un second rôle
- Melvyn Douglas[4] dans Le Plus Sauvage d'entre tous
  - Nick Adams dans Le Motel du crime (Twilight of Honor) de Boris Sagal
  - Bobby Darin dans Le Combat du capitaine Newman (Captain Newman, M.D.) de David Miller
  - Hugh Griffith dans Tom Jones, entre l'alcôve et la potence
  - John Huston dans Le Cardinal

### Meilleure actrice dans un second rôle
- Margaret Rutherford[5] pour Hôtel international (The V.I.P.s) d'Anthony Asquith (G.-B.)
  - Diane Cilento dans Tom Jones, entre l'alcôve et la potence
  - Dame Edith Evans dans Tom Jones, entre l'alcôve et la potence
  - Joyce Redman dans Tom Jones, entre l'alcôve et la potence
  - Lilia Skala dans Le Lys des champs

### Meilleur scénario original
- James R. Webb pour La Conquête de l'Ouest
  - Elia Kazan pour America, America
  - Federico Fellini, Ennio Flaiano, Tullio Pinelli et Brunello Rondi pour Huit et demi
  - Pasquale Festa Campanile (histoire et scénario), Massimo Franciosa (histoire et scénario), Nanni Loy (histoire et scénario), Vasco Pratolini (histoire) et Carlo Bemari (scénario) pour La Bataille de Naples (Le Quattro Giornate) de Nanni Loy (Italie)
  - Arnold Schulman pour Une certaine rencontre

### Meilleur scénario adapté
- John Osborne pour Tom Jones, entre l'alcôve et la potence
  - Richard L. Breen, Phœbe et Henry Ephron pour Le Combat du capitaine Newman
  - Irving Ravetch et Harriet Frank Jr pour Le Plus Sauvage d'entre tous
  - James Poe pour Le Lys des champs
  - Serge Bourguignon et Antoine Tudal pour Les Dimanches de Ville d'Avray de Serge Bourguignon (France)

### Meilleur film en langue étrangère
- Huit et demi (Otto e mezzo) de Federico Fellini •  Italie
  - Koto de Noboru Nakamura •  Japon
  - Los Tarantos de Francisco Rovira Beleta •  Espagne
  - Le Couteau dans l'eau (Nóż w wodzie) de Roman Polanski •  Pologne
  - Les Lanternes rouges (Tα κόκκινα φανάρια) de Vasílis Georgiádis •  Grèce

### Meilleure photographie

#### En noir et blanc
- James Wong Howe pour Le Plus Sauvage d'entre tous
  - George J. Folsey pour The Balcony de Joseph Strick
  - Lucien Ballard pour La Cage aux femmes (The Caretakers) de Hall Bartlett
  - Ernest Haller pour Le Lys des champs
  - Milton R. Krasner pour Une certaine rencontre

#### En couleur
- Leon Shamroy pour Cléopâtre
  - Leon Shamroy pour Le Cardinal
  - William H. Daniels, Milton R. Krasner, Charles Lang et Joseph LaShelle pour La Conquête de l'Ouest
  - Joseph LaShelle pour Irma la Douce
  - Ernest Laszlo pour Un monde fou, fou, fou, fou (It's a Mad Mad Mad Mad World) de Stanley Kramer

### Meilleure direction artistique

#### En noir et blanc
- Gene Callahan pour America, America
  - Piero Gherardi pour Huit et demi
  - Hal Pereira, Tambi Larsen, Sam Comer et Robert R. Benton pour Le Plus Sauvage d'entre tous
  - Hal Pereira, Roland Anderson, Sam Comer et Grace Gregory pour Une certaine rencontre
  - George W. Davis, Paul Groesse, Henry Grace et Hugh Hunt pour Le Motel du crime

#### En couleurs
- John DeCuir, Jack Martin Smith, Hilyard Brown, Herman A. Blumenthal, Elven Webb, Maurice Pelling, Boris Juraga, Walter M. Scott, Paul S. Fox et Ray Moyer pour Cléopâtre
  - Lyle R. Wheeler et Gene Callahan pour Le Cardinal
  - Hal Pereira, Roland Anderson, Sam Comer et James W. Payne pour T'es plus dans la course, papa ! (Come Blow Your Horn) de Bud Yorkin
  - George W. Davis, William Ferrari, Addison Hehr, Henry Grace, Don Greenwood Jr. et Jack Mills pour La Conquête de l'Ouest
  - Ralph W. Brinton, Ted Marshall, Jocelyn Herbert et Josie MacAvin pour Tom Jones, entre l'alcôve et la potence

### Meilleurs costumes

#### En noir et blanc
- Piero Gherardi pour Huit et demi
- Edith Head pour Une certaine rencontre
- Travilla pour Les Loups et l'Agneau (The Stripper) de Franklin J. Schaffner
- Bill Thomas pour Le Tumulte (Toys in the Attic) de George Roy Hill
- Edith Head pour Wives and Lovers de John Rich

#### En couleur
- Irene Sharaff, Vittorio Nino Novarese et Renie pour Cléopâtre
- Donald Brooks pour Le Cardinal
- Piero Tosi pour Le Guépard (Il Gattopardo) de Luchino Visconti (Italie)
- Walter Plunkett pour La Conquête de l'Ouest
- Edith Head pour La Fille à la casquette (A New Kind of Love) de Melville Shavelson

### Meilleur son
- Franklin E. Milton (MGM SSD) pour La Conquête de l'Ouest
  - Charles Rice (Columbia SSD) pour Bye Bye Birdie de George Sidney
  - Waldon O. Watson (Universal City SSD) pour Le Combat du capitaine Newman
  - James Corcoran et Fred Hynes (Todd-AO SSD) pour Cléopâtre
  - Gordon Sawyer (Samuel Goldwyn SSD) pour Un monde fou, fou, fou, fou

### Meilleure musique de film
Pour la remise de cet Oscar, Sammy Davis Jr. se trompa et lut les nommés pour la meilleure adaptation musicale pour donner le nom du gagnant de la meilleure musique originale.
- John Addison pour Tom Jones, entre l'alcôve et la potence[6]
  - Dimitri Tiomkin pour Les 55 Jours de Pékin (55 Days at Peking) de Nicholas Ray
  - Alex North pour Cléopâtre
  - Alfred Newman et Ken Darby pour La Conquête de l'Ouest
  - Ernest Gold pour Un monde fou, fou, fou, fou

### Meilleure chanson
- James Van Heusen (musique) et Sammy Cahn (paroles) pour "Call Me Irresponsible" dans Papa's Delicate Condition de George Marshall
  - Dimitri Tiomkin (musique) et Paul Francis Webster (paroles) pour "So Little Time" dans Les 55 Jours de Pékin
  - Henry Mancini (musique) et Johnny Mercer (paroles) pour "Charade" dans Charade de Stanley Donen
  - Ernest Gold (musique) et Mack David (paroles) pour "It's a Mad Mad Mad Mad World" dans Un monde fou, fou, fou, fou
  - Riz Ortolani (musique), Nino Oliviero (musique) et Norman Newell (paroles) pour More dans Mondo cane de Gualtiero Jacopetti

### Meilleure adaptation musicale
- André Previn pour Irma la Douce
  - Johnny Green pour Bye Bye Birdie
  - Maurice Jarre pour Les Dimanches de Ville d'Avray
  - Leith Stevens pour La Fille à la casquette
  - George Bruns pour Merlin l'Enchanteur (The Sword in the Stone) de Wolfgang Reitherman

### Meilleur montage
- Harold F. Kress pour La Conquête de l'Ouest
  - Louis R. Loeffler pour Le Cardinal
  - Dorothy Spencer pour Cléopâtre
  - Ferris Webster pour La Grande Évasion (The Great Escape) de John Sturges
  - Frederic Knudtson, Robert C. Jones et Gene Fowler Jr. pour Un monde fou, fou, fou, fou

### Meilleurs effets visuels
- Emil Kosa Jr pour Cléopâtre
  - Ub Iwerks pour Les Oiseaux (The Birds) d'Alfred Hitchcock

### Meilleurs effets sonores
- Walter G. Elliott pour Un monde fou, fou, fou, fou
  - Robert L. Bratton pour Le Téléphone rouge (A Gathering of Eagles) de Delbert Mann

### Meilleur long métrage documentaire
- Robert Frost: A Lover's Quarrel with the World produit par Robert Hughes
  - Le Maillon et la Chaîne produit par Paul de Roubaix
  - The Yanks Are Coming produit par Marshall Flaum

### Meilleur court métrage

#### Prises de vues réelles
- La Rivière du hibou de Robert Enrico, produit par Paul de Roubaix et Marcel Ichac (France)
  - The Home-Made Car, produit par James Hill
  - Koncert, produit par Ezra R. Baker
  - The Six-Sided Triangle, produit et réalisé par Christopher Miles
  - That's Me, produit par Walker Stuart

#### Documentaire
- Chagall, produit par Simon Schiffrin
  - The Five Cities of June produit par George Stevens Jr.
  - The Spirit of America produit par Algernon G. Wlaker
  - Thirty Million Letters produit par Edgar Anstey
  - To Live Again produit par Mel London

#### Animation
- The Critic, produit par Ernest Pintoff
  - Automania 2000 produit par John Halas
  - Igra produit par Dusan Vukotic
  - My Financial Career (en) produit par Colin Low et Tom Daly
  - Pianissimo produit par Carmen D'Avino

## Oscars spéciaux

### Irving G. Thalberg Memorial Award
- Sam Spiegel

### Oscars de l'achèvement technique
- Douglas Shearer et A. Arnold Gillespie (M-G-M Studios) pour la mise au point du procédé de projection Background Process Projection System

## Longs métrages de fiction par Oscars

### Quatre Oscars
- Tom Jones, entre l'alcôve et la potence
- Cléopâtre

### Trois Oscars
- Le Plus Sauvage d'entre tous
- La Conquête de l'Ouest

### Deux Oscars
- Huit et demi

### Un Oscar
- Le Lys des champs
- America, America
- Hôtel International
- Un monde fou, fou, fou, fou
- Irma la Douce
- Papa's Delicate Condition

## Longs métrages de fiction par nominations

### Dix nominations
- Tom Jones, entre l'alcôve et la potence

### Neuf nominations
- Cléopâtre

### Huit nominations
- La Conquête de l'Ouest

### Six nominations
- Le Cardinal
- Le Plus Sauvage d'entre tous
- Un monde fou, fou, fou, fou

### Cinq nominations
- Le Lys des champs
- Huit et demi
- Une certaine rencontre

### Quatre nominations
- America, America

### Trois nominations
- Irma la Douce
- Le Combat du capitaine Newman

### Deux nominations
- Le Prix d'un homme
- Le Motel du crime
- Les Dimanches de Ville d'Avray
- La Fille à la casquette
- Bye Bye Birdie
- Les 55 Jours de Pékin

### Une nomination
- Hôtel International
- La Bataille de Naples
- Le Couteau dans l'eau
- Los Tarantos
- Les Lanternes rouges
- Koto
- The Balcony
- La Cage aux femmes
- La Chambre indiscrète
- T'es plus dans la course, papa !
- Les Loups et l'Agneau
- Le Tumulte
- Wives and Lovers
- Le Guépard
- Papa's Delicate Condition
- Charade
- Mondo cane
- Merlin l'Enchanteur
- La Grande Évasion
- Les Oiseaux
- Le Téléphone rouge